# Coel (Mythologie)
Coel, auch Coel Hen („Coel der Alte“), englisch King Cole, ist der Name von Sagengestalten aus britannischen Legenden und der britischen Literatur seit dem Mittelalter. Es wird vermutet, dass der sagenhaften Figur des Old King Cole die Erinnerung an einen spätantiken römischen Befehlshaber namens Coelius zugrunde liegt.

## Mythologie
Frühe walisische Überlieferungen (wie das Bonedd Gwŷr y Gogledd, „Die Nachkommenschaft der Männer des Nordens“) benennen einen Coel Hen, um 400 n. Chr. „König“ im römischen Britannien, als den angeblichen Ahnherren einiger Königsdynastien im Hen Ogledd („der alte Norden“). Dies ist das britonisch sprechende Gebiet Nordenglands und Südschottlands. Coelius bzw. Coelestinus ist kein keltischer, sondern ein geläufiger römischer Name, weshalb angenommen wird, dass sich hinter dem Mythos die historischen Erinnerung an einen römischen Heerführer (dux) oder Warlord verbirgt, der nach dem Ende der kaiserlichen Herrschaft über Britannien eine eigene Herrschaft begründet haben könnte. Aufgrund seiner Erfolge lebte sein Name im Mythos fort. Der spätantike römische Kommandeursrang Dux Britanniarum wurde dann in der Überlieferung zum „Herzog der Briten“.
Der Coel Hen der mittelalterlichen walisischen Legenden wird als Stammvater Uriens von Rheged und dem Ritter der Tafelrunde Peredur fab Efrawg, sowie von Herrschern in Gwynedd, Elmet und Edinburgh benannt. Mit seinem Übernamen bzw. Titel Godebog („Beschützer“, „Schirmherr“) ist er als Ahne der „Söhne Godebogs“ im Y Gododdin erwähnt. Der Mount Coylton in Argyll soll laut der Sage nach ihm benannt sein, da sich dort sein Grab befinde.
Das Prestige, das sich lange Zeit mit dem Namen des Coelius bzw. Coel verband, wird auch durch andere Sagen belegt. Ein später erwähnter Coel Hen, König von Colchester, soll so der Vater der heiligen Helena und somit der Großvater von Konstantin dem Großen gewesen sein. Er wird als solcher in Geoffreys von Monmouth Historia regum Britanniae im Zusammenhang mit seinem Konkurrenten König Asclepiodotus (walisisch Alyssglapitwlws) erwähnt. Nach seinem Tod soll Constantius I., noch als Senator, Coels Tochter Helena geheiratet haben. Eine Verwechslung Helenas mit Elen Luyddawg kam häufig vor.
In der Brut y Brenhinedd („Geschichte der Könige“) des Geoffrey von Monmouth wird dieser Coel als Bruder von Trahern erwähnt, dem Gegner des Königs Eudaf Hen beim Kampf um die Krone Britanniens.

## „Old King Cole“
Das traditionelle englische Kinderlied „Old King Cole“ hat vermutlich König Coel als historischen Hintergrund. Zum ersten Mal wurde das Lied 1708/09 von William King in Useful Transactions in Philosophy aufgezeichnet.
Good King Cole,

And he call’d for his Bowle,

And he call’d for Fiddler's three;

And there was Fiddle, Fiddle,

And twice Fiddle, Fiddle,

For ’twas my Lady’s Birth-day,

Therefore we keep Holy-day

And come to be merry.

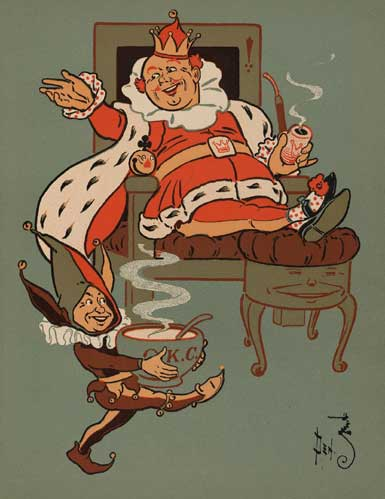
„Old King Cole“, Illustration von William Wallace Denslow (1902)

Es gibt einige moderne Textvarianten, unter anderem von Genesis und Queen. Der Jazz-Pianist und Sänger Nat ‚King‘ Cole leitete seinen Spitznamen von „Old King Cole“ ab. Eine Marschversion des Liedes wird seit 1980 von der US Army verwendet.
In James Joyce’ Roman Finnegans Wake gibt es einen Hinweis auf das Lied:
- With pipe on bowl. Terce for a fiddler, sixt for makmerriers, none for a Cole. (S. 619.27 f.)